# Чаша Джамшида
Чаша Джамшида (перс. جام جم‎: Джам-э-джам) — в персидской мифологии волшебная чаша царя Джамшида, в которой можно было видеть все, что происходит в "семи мирах". Обладателем чаши был царь Кай-Хосров из Шахнаме Фирдоуси. Воспета в поэзии Омара Хайяма и Аухади Марагаи. Также с Чашей Джамшида был связан эликсир, дающий бессмертие. У Алишера Навои она некоторое время хранится у кашмирского мага Маллу, а затем в качестве трофея переходит к Искандеру. В дальнейшем она отождествляется с Зеркалом Искандера. Кроме того, Навои удваивает чаши: одна Неиссякаемая, а другая Отражающая Мир (Жоми Ишратфизой). Параллельным (дочерним?) образом является Грааль.